# Grecia en los Juegos Paralímpicos de Sídney 2000
Grecia estuvo representada en los Juegos Paralímpicos de Sídney 2000 por un total de 44 deportistas, 41 hombres y tres mujeres.

## Medallistas
El equipo paralímpico griego obtuvo las siguientes medallas:
| Nombre                | Deporte   | Evento                          |
| --------------------- | --------- | ------------------------------- |
| Oro                   |           |                                 |
| Stefanos Anargyory    | Atletismo | Peso F55 masculino              |
| Athanasios Barakas    | Atletismo | Salto de longitud F11 masculino |
| Konstantinos Fykas    | Natación  | 50 m libre S8 masculino         |
| Konstantinos Fykas    | Natación  | 100 m libre S8 masculino        |
| Plata                 |           |                                 |
| Eleni Samaritaki      | Atletismo | 200 m T36 femenino              |
| Eleni Samaritaki      | Atletismo | 400 m T36 femenino              |
| Evangelos Bakolas     | Atletismo | Peso F33 masculino              |
| Parashos Stogiannidis | Atletismo | Salto de altura F20 masculino   |
| Bronce                |           |                                 |
| Parashos Stogiannidis | Atletismo | Jabalina F20 masculino          |
| Symeon Paltsanitidis  | Atletismo | Disco F55 masculino             |
| Maria Kalpakidou      | Natación  | 50 m espalda S2 femenino        |